# Paulo Santos

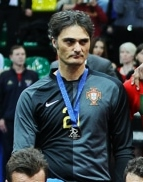
Paulo Santos

Paulo Jorge da Silva dos Santos (11 december 1972), is een Portugees voormalig voetballer, onder contract bij Rio Ave FC. Hij is een doelman.

## Carrière
- 1991-1992: UR Mirense
- 1992-1993: CD Olivais e Moscavide
- 1993-1994: Benfica Lissabon
- 1994-1995: FC Penafiel
- 1995-1998: CD Estrela Amadora
- 1998-2001: FC Alverca
- 2001-2004: FC Porto
  - 2003: Varzim SC (huur)
- 2004-2008: Sporting Braga
- 2009-2010: GD Estoril-Praia
- 2010-... : Rio Ave FC

## Interlandcarrière
Paulo Santos speelde zijn eerste interland op 15 november 2005 tegen Noord-Ierland. Hij maakt deel uit van de selectie voor het WK voetbal 2006. Tot aan 4 juni 2006 speelde hij één interland.
| WK-statistieken                 | Club           | Positie | W |   |   | D | A |   |   |   |
| ------------------------------- | -------------- | ------- | - | - | - | - | - | - | - | - |
| Portugal op het WK voetbal 2006 | Sporting Braga | Doelman | 0 | 0 | 0 | 0 | 0 | 0 | 0 | 0 |

1 Ricardo Pereira ·
2 Ferreira ·
3 Caneira ·
4 Ricardo Costa ·
5 Meira ·
6 Costinha ·
7 Figo  ·
8 Petit ·
9 Pauleta ·
10 Viana ·
11 Simão ·
12 Quim ·
13 Miguel ·
14 Valente ·
15 Boa Morte ·
16 Ricardo Carvalho ·
17 Ronaldo ·
18 Maniche ·
19 Tiago ·
20 Deco ·
21 Gomes ·
22 Santos ·
23 Postiga ·
Coach: Scolari